# Pentecostal Ministerial Alliance
Pentecostal Ministerial Alliance (PMA) var ett tidigare trossamfund inom den amerikanska oneness-rörelsen, bildat 1925 av vita pastorer som året innan hoppat av Pentecostal Assemblies of the World (PAW).
1931 hölls en enhetskonferens i Columbus, Ohio med ombud från fyra oneness-kyrkor. Tre av dessa var PAW, PMA och Apostolic Church of Jesus Christ (ACJC). ACJC fick inviter om samgående från både PMA och PAW men valde den sistnämnda kyrkan.
Pastorer inom PAW och ACJC lämnade sina respektive samfund och bildade i november samma år Pentecostal Assemblies of Jesus Christ (PAJC).
1932 bytte PMA namn till Pentecostal Church, Incorporated (PCI). 1936 röstade kyrkans pastorer för ett samgående med PAJC som, efter förhandlingar, kom till stånd 1945. Den nya gemensamma kyrkan fick namnet United Pentecostal Church International (UPCI).